# 빈센트 (2017년 영화)
"빈센트"는 2017년에 개봉한 대한민국의 영화이다.

## 캐스팅
- 홍경인 : 만호 역
- 고유진 : 태호 역
- 배슬기 : 수정 / 희은 역
- 김기연 : 순자 역
- 윤진 : 여기자 역
- 김종훈 : 윤재 역
- 김호창
- 김추리
- 홍순창
- 안유미